# Zlatna riba (zviježđe)
Zlatna riba (lat. Dorado) jedno je od 88 modernih zviježđa. Konstelacija južne polutke koju je prvi opisao Johann Bayer u djelu Uranometrija.

## Vanjske poveznice
- Peoria Astronomical Society - Dorado  Arhivirana inačica izvorne stranice od 23. srpnja 2005. (Wayback Machine)